# السلالة الفالنتينيانية

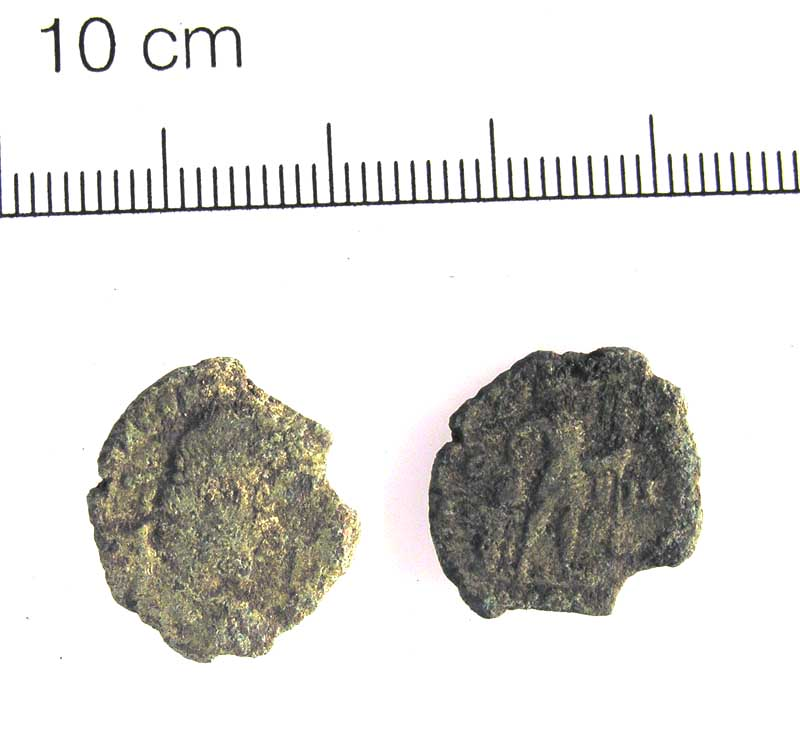
عملة من سبائك النحاس تعود لبيت فالنتينيان (364-378 م)، سُكّت في لوغدونوم 364-375 م.

حكمت السلالة الفالنتينية خمسة أجيال من السلالات، بما في ذلك خمسة أباطرة رومان خلال أواخر العصور القديمة، واستمرت حوالي مئة عام من منتصف القرن الرابع حتى منتصف القرن الخامس. خلفت السلالة القسطنطينية (التي حكمت منذ 306 حتى 363) وحكمت الإمبراطورية الرومانية منذ عام 364 حتى 392 ومنذ عام 425 حتى 455، مع فترة انقطاع (استمرت منذ عام 392 حتى 423)، حكمت خلالها سلالة ثيودوسيان وخلفتهم السلالة الفالنتينية في النهاية. حكم الثيودوسيون، الذين تزاوجوا مع سلالة فالنتين في نفس الوقت في الشرق بعد عام 379.
كان بطريرك السلالة الفالنتينية جراتيانوس فوناريوس، وأبناؤه فالنتينان الأول وفالنس أباطرة رومانيين في عام 364. وأصبح ابنا فالنتينيان الأول، جراتيان وفالنتينيان الثاني، أباطرة أيضًا. تزوجت غالا ابنة فالنتينيان الأول من ثيودوسيوس الكبير، إمبراطور الإمبراطورية الشرقية، الذي شكل مع نسله سلالة ثيودوسيان (حكم من 379 حتى 457). في المقابل، تزوجت ابنتهما غالا بلاسيدا من إمبراطور لاحق هو قسطنطيوس الثالث (حكم في 421). كان ابنهما فالنتينيان الثالث (حكم من 425 حتى 455)، الذي حكم في الغرب، وكان آخر إمبراطور للسلالة الحاكمة. كانت وفاة هذا الإمبراطور بمثابة نهاية للسلالات الحاكمة في الإمبراطورية الغربية. خلال فترة الانقطاع، حكم هونوريوس ابن ثيودوسيوس في الغرب، بالتزامن مع غالا بلاسيديا. صُنّفت الأسرة على أنها بانونية، بناءً على أصل العائلة في بانونيا سيكوندا في غرب البلقان.
تحت حكم فالنتيناك، توطد حكم السلالات وأصبح تقسيم الإمبراطورية إلى الغرب والشرق مترسخًا بشكل متزايد. تعرضت الإمبراطورية لغارات متكررة على طول حدودها. انهارت حدود نهر الدانوب في نهاية المطاف في الشمال الشرقي، ووصلت الغزوات البربرية في الغرب في النهاية إلى إيطاليا، وبلغت ذروتها بنهب روما في عام 410، والتي تنبأت بالانحلال النهائي للإمبراطورية الغربية في أواخر القرن الخامس.

## خلفية
كانت السلالة الفالنتينية (364-455) هي السلالة الحاكمة في أواخر فترة حكم الإمبراطورية الرومانية (منذ عام 284 حتى 476)، في أواخر العصور القديمة، بما في ذلك السنوات المضطربة في أواخر القرن الرابع. كان موت جوليان (الذي حكم منذ عام 361 حتى 363) نقطة محورية في تاريخ الإمبراطورية. كانت الثلاثون عامًا بعد وفاة جوليان، والتي أنهت السلالة القسطنطينية، حتى وفاة فالنتينيان الثاني (الذي حكم منذ عام 383 حتى عام 393)، والتي أنهت أول سلالة فالنتينية، إحدى أكثر الفترات أهمية في أواخر الإمبراطورية الرومانية، فقد غيّرت شكل الإمبراطورية بطريقة تركت الكثير من العواقب طويلة الأمد. شهدت السنوات الثلاثين اللاحقة (395-425) منذ وفاة ثيودوسيوس الأول حتى وفاة أبنائه صعود فالنتينيان الثالث (حكم منذ 425 إلى 455) الذي أسس الإمبراطورية البيزنطية في الشرق واستبدال الإمبراطورية الرومانية الغربية. أدى ظهور الإمبراطورية والممالك الأوروبية إلى ظهور الدول الإسلامية في العصور الوسطى. أعادت فترة العصر القسطنطيني (293-363) التأكيد على أهمية السلالة في الشرعية والخلافة. استمر وجود هذا الهيكل الأسري الجديد حتى عام 454. ازدادت استمرارية سلالة فالنتينيان وخلافة القسطنطينيين من خلال الزيجات بحفيدة وابنة أخت قسطنطين. لعبت هذه الحفيدة، فلافيا ماكسيما كونستانتيا (361-383)، الطفلة الوحيدة الباقية على قيد الحياة لقسطنطينوس الثاني (الذي حكم منذ عام 337 حتى 361)، دورًا مهمًا كرمز لسلالتها لعقود. يوصف الإرث القسطنطيني بأنه «وهج الإمبراطورية الذي لا يمحى». في حين كان الورثة الإمبراطوريين نادرين نسبيًا في هذه الفترة، أثارت زيجات النساء الإمبراطوريات مخاوف خاصة، فمن المحتمل أن تؤدي إلى زيادة المعارضين. أخذ عدد منهم، مثل الأخوات غير الشقيقات لغراتيان نذرًا بأن يصبحن عذارى مخلصات. ومع ذلك فقد كانت أيضًا حقبة ارتقت فيها النساء، سواء كإمبراطورات أو رفقاء إمبراطورات، إلى قوة غير مسبوقة. ومن السمات الأخرى لهذه السلالة التعيين المتعاقب للأباطرة الأطفال، مما أدى إلى تغيير جذري في الصورة التقليدية للأباطرة كرجال أقوياء ذوي أقوال وأفعال. مع تقسيم فالنتينيان للإمبراطورية بطريقة جديدة، في عام 364، كان جزأا الإمبراطورية في الشرق والغرب يطوران بشكل تدريجي تاريخهما الخاص، حتى أصبح الانقسام دائمًا بعد وفاة ثيودوسيوس الأول (حكم من 379 إلى 395).